# Kevin Murphy
Kevin Murphy é um compositor, produtor e escritor estadunidense de argumentos e guiões televisivos.